# Donald R. Davis
Donald Ray Davis (Oklahoma City, 28 marzo 1934 – Oklahoma City, 12 ottobre 2024) è stato un entomologo statunitense.

## Biografia
Secondo figlio di Esker Arnold e Mildred Louise Fortson, crebbe in una piccola fattoria nei pressi di Oklahoma City, in un contesto ambientale che stimolò fin da bambino lo sviluppo degli interessi per la zoologia e l'astronomia.
Durante la carriera scolastica partecipò attivamente a fiere ed eventi scientifici con piccoli lavori di ricerca, come ad esempio quello riguardante il genere Schinia (Noctuidae), che gli valse una menzione d'onore al Westinghouse Science Talent Search. Nel 1952 vinse un viaggio per poter partecipare alla Fiera Nazionale della Scienza, che si teneva presso il Museo Nazionale di Storia Naturale di Washington. In quell'occasione, pur giungendo terzo nella sezione di biologia, attirò l'attenzione di alcuni membri dello staff della divisione di Entomologia del museo, tra cui l'allora curatore capo J. F. Gates Clarke. Fu proprio l'incoraggiamento di quest'ultimo a specializzarsi nel proprio campo, i Microlepidoptera, che spinse il giovane Davis ad iniziare quel ciclo di studi che lo porterà in seguito a lavorare per la Smithsonian Institution.
Davis si laureò in Entomologia nel 1956 presso l'Università del Kansas, e conseguì il dottorato di ricerca alla Cornell University con il professor John G. Franclemont, già ricercatore presso il Dipartimento dell'Agricoltura degli Stati Uniti d'America (USDA), che aveva incontrato in occasione della fiera del 1952.

Coronando un sogno perseguito fin dalla giovane età, Davis fu assunto da Gates Clarke alla Smithsonian Institution nell'autunno del 1961, in qualità di ricercatore in entomologia con specializzazione nei microlepidotteri, attività che svolge ancora oggi. Tra il 1976 ed il 1981 ricoprì anche la carica di presidente di quel dipartimento. Nel 1972 sposò Mignon Marie Bush, in seguito assunta come assistente presso lo stesso dipartimento, dalla quale ebbe due figli, Marisa Marie and Steven Ray.
Fin dai tempi dell'università, le ricerche di Davis si incentrarono principalmente sulla filogenesi dei taxa più primitivi di lepidotteri; pubblicò parecchi lavori di indagine su diverse famiglie, come Acrolophidae, Carposinidae, Eriocottidae, Eriocraniidae, Gracillariidae, Neopseustidae, Ochsenheimeriidae, Opostegidae, Paleosetidae, Prodoxidae, Prototheoridae, Psychidae e Tineidae, così come sulle famiglie Acanthopteroctetidae, Andesianidae e Palaephatidae, da lui descritte per la prima volta. Successivamente concentrò la sua attenzione sulla biologia e la biodiversità di falene le cui larve sono in grado di produrre mine fogliari, oppure abitare cavità scavate all'interno dei tessuti delle piante ospite, come Acrolophidae, Adelidae, Epipyropidae, Gracillariidae, Nepticulidae e Tineidae.

A partire dal 2005 iniziò a collaborare con il Lepidoptera ATOL Project, portato avanti dall'Università del Maryland, il cui intento fondamentale è quello di tracciare uno schema generale dei rapporti filogenetici tra tutte le famiglie di lepidotteri, testando la validità delle teorie correnti sulla base dell'analisi delle sequenze del DNA di 24 geni nucleari, per un totale di circa 18 kb. Una parte dell'impegno di Davis nel progetto riguarda anche l'assistenza per la creazione di siti web a funzione didattica, che possano riassumere lo stato delle conoscenze riguardo a tutte le famiglie e le superfamiglie di lepidotteri, come nel caso del sito Tree of Life Web Project. Le molteplici ricerche che hanno interessato Davis per molti anni in una quarantina di paesi, hanno portato come risultato l'acquisizione di circa un milione di esemplari di insetti nelle collezioni del National Museum.
Nel 1977 la Lepidopterists' Society lo insignì della Karl Jordan Medal per il lavoro svolto sulla famiglia Prodoxidae.

Ha ricoperto il ruolo di presidente della Società Entomologica di Washington (1977), della Lepidopterists' Society (1985) e della Biological Society of Washington (1985-86).

## Pubblicazioni (elenco parziale)
- Sohn, J. C., Labandeira, C., Davis, D. R. and Mitter, C. (2012) - An annotated catalog of fossil and subfossil Lepidoptera (Insecta: Holometabola) of the world. Zootaxa 3286: 1-132
- (EN) Nieukerken, E. J. van, Kaila, L., Kitching, I. J., Kristensen, N. P., Lees, D. C., Minet, J., Mitter, C., Mutanen, M., Regier, J. C., Simonsen, T. J., Wahlberg, N., Yen, S.-H., Zahiri, R., Adamski, D., Baixeras, J., Bartsch, D., Bengtsson, B. Å., Brown, J. W., Bucheli, S. R., Davis, D. R., De Prins, J., De Prins, W., Epstein, M. E., Gentili-Poole, P., Gielis, C., Hättenschwiler, P., Hausmann, A., Holloway, J. D., Kallies, A., Karsholt, O., Kawahara, A. Y., Koster, S. (J. C.), Kozlov, M. V., Lafontaine, J. D., Lamas, G., Landry, J.-F., Lee, S., Nuss, M., Park, K.-T., Penz, C., Rota, J., Schintlmeister, A., Schmidt, B. C., Sohn, J.-C., Solis, M. A., Tarmann, G. M., Warren, A. D., Weller, S., Yakovlev, R. V., Zolotuhin, V. V., Zwick, A., Order Lepidoptera Linnaeus, 1758. In: Zhang, Z.-Q. (Ed.) Animal biodiversity: An outline of higher-level classification and survey of taxonomic richness (PDF), in Zootaxa, vol. 3148, Auckland, Nuova Zelanda, Magnolia Press, 23 dicembre 2011,  pp. 212–221, ISSN 1175-5334 (WC · ACNP), OCLC 971985940.
- Cho, S., Zwick, A., Regier, J.C., Mitter, C., Cummings, M. P., Yao, J., Du, Z., Zhao, H., Kawahara, A. Y., Weller, S., Davis, D. R., Baixeras, J., Brown, J.W. and Parr, C. (2011) - Can Deliberately Incomplete Gene Sample Augmentation Improve a Phylogeny Estimate for the Advanced Moths and Butterflies (Hexapoda: Lepidoptera)?Systematic Biology, 60(6): 782-796. doi:10.1093/sysbio/syr079
- Davis, Donald R. and De Prins, Jurate (2011) - Systematics and biology of the new genus Macrosaccus with descriptions of two new species (Lepidoptera, Gracillariidae) Archiviato il 14 maggio 2013 in Internet Archive.. ZooKeys, 98: 29-82. doi:10.3897/zookeys.98.925
- Davis, Donald R. and Wagner, David (2011) - Biology and systematics of the New World Phyllocnistis Zeller leafminers of the avocado genus Persea (Lepidoptera, Gracillariidae) Archiviato il 12 luglio 2012 in Internet Archive.. ZooKeys, 97: 39-73. doi:10.3897/zookeys.97.753
- Davis, D. R., Mc Kay, F., Oleiro, M., Vitorino, M. D. and Wheeler, G. S. (2011) - Biology and Systematics of the Leafmining Gracillariidae of Brazilian Pepper Tree, Schinus terebinthifolius Raddi, with Descriptions of a New Genus and Four New Species. Journal of the Lepidopterists' Society, 65(2): 61-93. ISSN 0024-0966. Abstract
- Kawahara, A. Y., Ohshima, I., Kawakita, A., Regier, J. C., Mitter, C., Cummings, M. P., Davis, D. R., Wagner, D. L., De Prins, J. and Lopez-Vaamonde, C. (2011) - Increased gene sampling strengthens support for higher-level groups within leaf-mining moths and relatives (Lepidoptera: Gracillariidae). BMC Evolutionary Biology, 11: 182. doi:10.1186/1471-2148-11-182
- Davis, Donald R. (2010) - Review of: Biology, Distribution, and Diversity of Tineid Moths by Gaden Robinson Archiviato il 12 luglio 2012 in Internet Archive.. Journal of the Lepidopterists' Society, 64(1): 32-53.
- Davis, Donald R. (2010) - Family Epipyropidae (leptree.net).
- Davis, Donald R. (2010) - Family Bucculatricidae (leptree.net).
- Davis, Donald R. (2010) - Family Gracillariidae (leptree.net).
- Davis, Donald R. (2010) - Family Palaephatidae (leptree.net).
- Davis, Donald R. (2010) - Family Andesianidae (leptree.net).
- Davis, Donald R. (2010) - Family Opostegidae (leptree.net).
- Davis, Donald R. (2010) - Family Cecidosidae (leptree.net).
- Davis, Donald R. (2009) - Family Heliozelidae (leptree.net).
- Davis, Donald R. (2009) - Family Adelidae (leptree.net).
- Davis, Donald R. (2009) - Family Incurvariidae (leptree.net).
- Davis, Donald R. (2009) - Family Acanthopteroctetidae (leptree.net).
- Davis, Donald R. (2009) - Family Eriocraniidae (leptree.net).
- Davis, Donald R. (2009) - Family Neopseustidae (leptree.net).
- Davis, Donald R. (2009) - Family Prototheoridae (leptree.net).
- Davis, S. R. and Davis, D. R. (2009) - First report of the old world genus Pelecystola in North America, with description of a new species (Lepidoptera, Tineidae) Archiviato il 12 luglio 2012 in Internet Archive.. Zookeys, 25: 69-78. doi:10.3897/zookeys.25.197
- Davis, S. R. and Davis, D. R. (2009) - Neotropical Tineidae VIII: Falsivalva, a New Genus from Austral South America with Extreme Modification of the Male Postabdominal Terga (Lepidoptera: Tineidae) Archiviato il 12 luglio 2012 in Internet Archive.. Proceedings of the Entomological Society of Washington, 111(2): 378-392.
- Heppner, J. B. and Davis, D. R. (2009) - Guatemala moth notes, 2, A new Neopostega from Guatemala (Lepidoptera: Opostegidae). Lepidoptera Novae, 2(1): 31-34.
- Kawahara, A. Y., Nishida, K. and Davis, D. R. (2009) - Systematics, host plants, and life histories of three new Phyllocnistis species from the central highlands of Costa Rica (Lepidoptera, Gracillariidae, Phyllocnistinae) Archiviato il 12 luglio 2012 in Internet Archive.. Zookeys, 27: 7-30. doi:10.3897/zookeys.27.250
- Medeiros, M. J., Davis, D. R., Howarth, F. G. and Gillespie, R. (2009) - Evolution of cave living in Hawaiian Schrankia (Lepidoptera: Noctuidae) with description of a remarkable new cave species Archiviato il 12 luglio 2012 in Internet Archive.. Zoological Journal of the Linnean Society, 156(1): 114-139. doi:10.1111/j.1096-3642.2008.00477.x
- Regier, J., Zwick, A., Cummings, M., Kawahara, A., Cho, S., Weller, S., Roe, A., Baixeras, J., Brown, J., Parr, C., Davis, D. R., Epstein, M., Hallwachs, W., Hausmann, A., Janzen, D. H., Kitching, I., Solis, M. A., Yen, S-H., Bazinet, A. and Mitter, C. (2009) - Toward reconstructing the evolution of advanced moths and butterflies (Lepidoptera: Ditrysia): an initial molecular study. BMC Evolutionary Biology, 9(1): 280.
- Rhainds, M., Davis, D. R. and Price, P. W. (2009) - Bionomics of Bagworms (Lepidoptera: Psychidae) Archiviato il 12 luglio 2012 in Internet Archive.. In: Berenbaum, M. R., Carde, R. T. and Robinson, G. E., Annual Review of Entomology. Palo Alto, CA: Annual Reviews, pp. 209–226.
- Roe, A. D., Weller, S. J., Baixeras, J., Brown, J., Cummings, M. P., Davis, D. R., Kawahara, A. Y., Parr, C., Regier, J. C., Rubinoff, D. and Simonsen, T. J. 2009. Evolutionary Framework for Lepidoptera Model Systems. In: Goldsmith, M. R. and Marec, F., Molecular Biology and Genetics of the Lepidoptera. Boca Raton, Florida: CRC Press/Taylor & Francis, (Contemporary topics in entomology series) pp. 1–24.
- Davis, Donald R. (2008) - [Book Review] The Lepidoptera of the Brandberg Massif in Namibia, Part 2. Lepidoptera Africana 4, ed. Wolfram Mey. Journal of the Lepidopterists' Society, 62(1): 57
- Davis, Donald R., Quintero A., Diomedes, Cambra, T. Roberto A. and Aiello, Annette (2008) - Biology of a new Panamanian Bagworm Moth (Lepidoptera:Psychidae) with predatory larvae, and eggs individually wrapped in setal cases Archiviato il 12 luglio 2012 in Internet Archive.. Annals of the Entomological Society of America, 101(4): 689-702.
- Heppner, John B. and Davis, Donald R. (2008) - Notes on the Hawaiian Dryadaula terpsichorella and its presence in Florida and California (Lepidoptera: Tineidae). Lepidoptera Novae, 1(1-2): 55-58.
- Stonis, J. R., Davis, Donald R. and Diskus, A. (2008) - High biodiversity in Costa Rica (Central America): facts or artifacts? Lietuvos biologinė įvairovė (būklė, struktūra, apsauga), 3: 99-106.
- Davis, Donald R. and Davis, M. M. (2007) - Neotropical Tineidae, V: A new genus and species of Tineidae associated with social hymenoptera and re-examination of two poorly known genera with similar biology (Lepidoptera: Tineidae, Lyonetiidae). Proceedings of the Entomological Society of Washington, 109(4): 741-764.
- Davis, Donald R. and Stonis, Jonas R. (2007) - A revision of the new world plant-mining moths of the family Opostegidae (Lepidoptera:Nepticuloidea) Archiviato il 14 maggio 2013 in Internet Archive.. Smithsonian Contributions to Zoology, 625: 1-212. doi:10.5479/si.00810282.625
- Davis, D.R. (2006) - Book Review: World Catalogue of Insects, Volume 6, Gracillariidae (Lepidoptera). Willy and Jurate De Prins. Apollo Books Aps., Stenstrup, Denmark. 2005, 502pp. Ann. Ent. Soc. Amer. 99(1): 186-187.
- Davis, D. R. (2006) - Arrhenophanidae. Lepidopterorum Catalogus (New Series). Fasc. 28, p. 1-11.
- Davis, D. R. (2005) - Book Review: Lepidoptera, Moths and Butterflies, Vol. 2., Niels P. Kristensen, editor. Proceedings of the Entomological Society of Washington 107(1): 239-240.
- Solis, M. A., Davis, Donald R. and Nishida, K. (2005) - Biology and Systematics of Albusambia elaphoglossumae, a new genus and species of Crambidae (Lepidoptera: Pyraloidea: Crambinae) mining the fronds of Elaphoglossum conspersum (Pteridophyta: Lomariopsidaceae) in Costa Rica. International Journal of Tropical Biology, 53(3-4): 487-501.
- Davis, Donald R. (2004) - Prototheoridae. Lepidopterorum Catalogus (New Series), 11: 1-8.
- Davis, D. R. (2004) - Biology and Diversity of the Plant-Mining Opostegidae. XXII International Congress of Entomology, Symposium on "Lepidoptera Phylogeny: Integrating Morphology, Life Histories and Molecular Evolution".
- Davis, D. R. and D. L. Wagner (2004) - Biology and Systematics of the Neotropical Leafminer Genus Eucosmophora (Lepidoptera: Gracillariidae). Tropical Lepidoptera 13(1-2): 1-40.
- Pastrana, J. A. and D. R. Davis (2004) - Micropterigoidea - Yponomeutoidea. In: Pastrana, J. A. (ed.). Los Lepidopteros Argentinos, Sus Plantas Hospedadoras y otros Alimenticios. Sociedad Entomologica Argentina, Buenos Aires.
- Davis, D. R. (2003) - A monograph of the family Arrhenophanidae (Lepidoptera: Tineoidea). Smithsonian Contributions to Zoology 620.
- (EN) Davis, D. R. and Gentili, P., Andesianidae, a new family of monotrysian moths (Lepidoptera:Andesianoidea) from austral South America (PDF), in Invertebrate Systematics, vol. 17, n. 1, Collingwood, Victoria, CSIRO Publishing, 24 marzo 2003,  pp. 15–26, DOI:10.1071/IS02006, ISSN 1445-5226 (WC · ACNP), OCLC 441542380.
- Sanchez-Pena, S. R., Davis, D. R. and Mueller, U. G. (2003). A gregarious, mycophagous, myrmecophilous moth, Amdria anceps Walsingham (Lepidoptera: Acrolophidae), living in Atta mexicana (F. Smith) (Hymenoptera: Formicidae) spent fungal culture accumulations. Proceedings of the Entomological Society of Washington 105: 186-194.
- Davis, D. R., D. R. B. Landry and L. Roque-Albelo (2002) - Two New Neotropical Specis of Bucculatrix Leafminers (Lepidoptera: Bucculatricidae) Reared from Cordia (Boraginaceae). Rev. Suisse Zool. 109(2): 277-294.
- Davis, D. R. (2002) - Eucoloneura, A New Name to Replace the Generic Homonym Coloneura Davis (Lepidoptera: Psychidae). Proceedings of the Entomological Society of Washington 104: 244.
- Davis, D. R. and G. Deschka (2001) - Biology and Systematics of the North American Phyllonorycter Leafminers on Salicaceae, with a Synoptic Catalogue of the Palearctic Species Lepidoptera: Gracillariidae). Smithsonian Contributions to Zoology 614: 1-89.
- Davis, D. R. (2001) - Brachygna incae, A New Genus and Species of Psychidae from Peru with Atypical Larval Biology (Lepidoptera: Tineoidea). Journal of Tropical Lepidoptera 10(2): 51-58.
- Davis, D. R. (2001). A New Species of Prototheora from Malawi, with Additional Notes on the Distribution and Morphology of the Genus (Lepidoptera: Prototheoridae). Proceedings of the Entomological Society of Washington 103(2): 452-456.
- Guillen, M., D. R. Davis and J. M. Heraty (2001) - A New Polyphagous Species of Marmara (Lepidoptera: Gracillariidae) Infesting Grapefruit in the Southwestern United States. Proceedings of the Entomological Society of Washington 103(3): 636-654.
- Wagner, D. L., J. L. Loose, T. D. Fitzgerald, J. A. De Benedictis and D. R. Davis (2000) - A Hidden Past: the Hypermatamorphic Development of Marmara arbutiella (Lepidoptera: Gracillariidae). Annals of the Entomological Society of America 93(1): 59-64.
- Davis, D. R. (1998) - A World Classification of the Harmacloninae, a New Subfamily of Tineidae (Lepidoptera: Tineoidea). Smithsonian Contributions to Zoology 597: 1-81.
- Davis, D. R. (1998) - A Revision of the Genus Lamyristis Meyrick (Lepidoptera: Psychidae) and Proposal of a New Related Genus Acoremata from Southeast Asia. Proceedings of the Entomological Society of Washington 100(1): 114-125.
- Davis, D. R. (1998) - Ochsenheimeriidae. Lepidopterorum Catalogus 5(48):1-12.
- Davis, D. R. (1998) - Neopseustidae. Lepidopterorum Catalogus 1(7): 1-8.
- Davis, D. R. (1996) - Neotropical Tineidae, VI: Prosetomorpha falcata, a New Genus and Species of Setomorphinae (Lepidoptera: Tineoidea) from Colombia Associated with Curculionid Galleries in Stems of Solanum. Proceedings of the Entomological Society of Washington 98(2): 173-187.
- Davis, D. R. (1996) - Donation of the Atsushi Kawabe Lepidoptera Collection to the Smithsonian Institution. Journal of the Lepidopterists' Society 50(3): 270-271.
- Davis, D. R. (1996) - A Revision of the Southern African Family Prototheoridae (Lepidoptera: Hepialoidea). Entomologica Scandinavica 27: 393-439.
- Schmitt, J. J., Brown, M. W. and Davis, D. R. (1996) - Taxonomy, morphology, and biology of Lyonetia prunifoliella (Lepidoptera: Lyonetiidae), a leafminer of apple. Annals of the Entomological Society of America 89(3): 334-345.
- Davis, D. R. (1995) - Epipyropidae. In: Heppner, J. B. (ed.). Atlas of Neotropical Lepidoptera, Checklist: Part 2, Hyblaeoidea - Pyraloidea - Tortricoidea. Association of Tropical Lepidoptera, Gainesville, Florida.
- Davis, D. R. and Hevel, G. F. (1995) - Donation of the Auburn E. Brower Collection to the Smithsonian Institution. Journal of the Lepidopterists' Society 49(3): 253-254.
- Davis, D. R., Karsholt, O., Kristensen, N. P. and Nielsen, E. P. (1995) - Revision of the Genus Ogygioses (Paleosetidae). Invertebrate Taxonomy 9: 1231-1263.
- Davis, D. R. (1994) - Neotropical Microlepidoptera XXV. New Leaf-Mining Moths from Chili, with remarks on the History and Composition of Phyllocnistinae (Lepidoptera: Gracillariidae). Tropical Lepidoptera 5(1): 65-75.
- Davis, D. R. (1994) - Neotropical Tineidae, V: The Tineidae of Cocos Island, Costa Rica (Lepidoptera: Tineoidea). Proceedings of the Entomological Society of Washington 96: 735-748.
- Davis, D. R. (1994) - A Bilateral Gynandromorphic Harmaclona tephrantha from Indonesia (Lepidoptera: Tineidae). Tropical Lepidoptera 5(2): 117-122.
- Davis, D. R. (1994) - Jäckh collection of Microlepidoptera. Insect Coll. News. 9:13.
- Labandeira, C. C., Dilcher, D. L., Davis, D. R. and Wagner, D. L. (1994) - Ninety-Seven Million Years of Angiosperm-Insect Association: Paleobiological Insights into the Meaning of Coevolution. Proceedings of the National Academy of Science 91: 12278-12282
- Davis, D. R. (1993) - Biology and systematics of plant mining Mangrove Lepidoptera. p. 8, Caribbean Coral Reef Ecosystems report. National Museum of Natural History, Smithsonian Institution.
- Davis, D. R. (1992) - Families Palaeosetidae, Neopseustidae, Opostegidae, Eriocottidae, Tineidae, Arrhenophanidae, and Psychidae. In: Heppner, J. H. and Inoue, H. (eds.). Checklist of the Lepidoptera of Taiwan. E. J. Brill Publishers, Amsterdam.
- Davis, D.R. (1992) - Book Review: The Nepticulidae and Opostegidae (Lepidoptera) of North West Europe by R. Johansson, E. S. Nielsen, E. J. van Nieukerken, and B. Gustafsson. Journal of the Lepidopterists' Society, 46(3): 240-241.
- Davis, D. R. and Hogue, C. L. (1992) - Neotropical Microlepidoptera XXV, a New Arboreal Species of Acrolophus from Peru (Lepidoptera: Acrolophidae). Journal of the New York Entomological Society 100(2): 191-202.
- Davis, D. R., Pellmyr, O. and Thompson, J. N. (1992) - Biology and Systematics of Greya Busck and Tetragma, New Genus (Lepidoptera: Prodoxidae). Smithsonian Contributions to Zoology 524: 1-99
- Davis, D. R. (1991) - Forward to the English Edition. P. 894 pp. In: Rohdendorf, B. B. (ed.). Fundamentals of Paleontology, volume 9 (Arthropoda, Tracheata, Chelicerata). Amerind Publishing Co., New Delhi.
- Davis, D. R. (1991) - Lectotype designation for Opostega heringella Mariani, a Synonym of Opostega spatulella Herich-Schäffer (Lepidoptera: Opostegidae). Proceedings of the Entomological Society of Washington 93(1): 206-207.
- Davis, D. R. (1991) - First Old World Record of the Moth Family Arrhenophanidae (Lepidoptera: Tineoidea). Tropical Lepidoptera 2: 41-42.
- Davis, D. R. (1991) - Neotropical Microlepidoptera XXIV. Description and Biological Observations of Ithotomus formasus Butler Webbing Leaves of Drimys winteri in Chile (Lepidoptera: Yponomeutinae). Proceedings of the Entomological Society of Washington 93(3): 690-702.
- Davis, D. R., Kassulke, R. C., Harley, K. L. S., and Gillett, J. D. (1991) - Systematics, Morphology, Biology, and Host Specificity of Neurostrota gunniella (Busck) (Lepidoptera: Gracillariidae), an Agent for the Biological Control of Mimosa pigra L.. Proceedings of the Entomological Society of Washington 93(1): 16-44.
- Davis, D. R. (1990) - Tineidae. In: Miller, S. E. and Hodges, R. W. (eds.). Primary Types of Microlepidoptera in the Museum of Comparative Zoology. Bulletin of the Museum of Comparative Zoology 152(2).
- (EN) Davis, D. R., Neotropical Microlepidoptera XXIII. First report of the family Eriocottidae from the New World, with descriptions of new taxa, in Proceedings of the Entomological Society of Washington, vol. 92, Washington D.C., gennaio 1990,  pp. 1–35, ISSN 0013-8797 (WC · ACNP), LCCN 08018808, OCLC 630167895.
- Davis, D. R. (1990) - [Review]. Fauna of New Zealand, Nepticulidae, by H. Conner and C. R. Wilkenson. Bulletin of the Entomological Society of Canada 22(1): 59-60.
- Davis, D. R. (1990) - First Record of a Bagworm Moth from Hawaii: Description and Introduction of Brachycyttarus griseus De Joannis (Lepidoptera: Psychidae). Proceedings of the Entomological Society of Washington 92(2): 259-270.
- Davis, D. R. (1990) - Three New Species of Acrolophus from the Southeastern United States with remarks on the status of the Family Acrolophidae (Lepidoptera: Tineodea). Proceedings of the Entomological Society of Washington 92(4): 694-704.
- Davis, D. R. and Peña, J. E. (1990) - Biology and Morphology of the Banana Moth, Opogona sacchari (Bojer), and its Introduction into Florida (Lepidoptera: Tineidae). Proceedings of the Entomological Society of Washington 92(4): 593-618.
- Davis, D. R. (1989) - [Definitions of new morphological terms in Lepidoptera]. P. xvii + 840 p. In: Nichols, S. W. (ed.). The Torre-Bueno Glossary of Entomology, Rev. Edition.
- Davis, D. R. (1989) - An Exceptional Fossil Amber Collection Acquired by the Smithsonian Institution. Proceedings of the Entomological Society of Washington 91(4): 545-550.
- (EN) Davis, D. R., Generic revision of the Opostegidae, with a synoptic catalog of the world's species (Lepidoptera:Nepticuloidea) (PDF), in Smithsonian contributions to zoology, vol. 478, Washington, D.C., Smithsonian Institution Press, 1989,  pp. 1–97, DOI:10.5479/si.00810282.478, ISSN 0081-0282 (WC · ACNP), LCCN 89600066, OCLC 19589705.
- Davis, D. R. (1989) - [Review]. Lepidoptera Anatomy by J. L. Eaton. Proceedings of the Entomological Society of Washington 91(2): 293-294.
- Maier, C. T. and Davis, D. R. (1989) - Southern New England Host and Distributional Records of Lithocolletinae Gracillaridae, with Comparison of Host Specificity in Selected Temperate Regions. Miscellaneous Publications of the Entomological Society of America 70: 1-23.
- Davis, D. R. (1988) - Forward. In: Zagulajev, A. K. (ed.). Fauna USSR, Subfamily Myrmecozelinae, Tineidae, vol. 4. Academy of Sciences, USSR, Moscow.
- Davis, D. R. (1988) - Forward. In: Kuznetzov, V. I. (ed.). The Lepidoptera Fauna of the USSR and Adjacent Countries, Vol. 56. Academy of Sciences, USSR, Moscow.
- Davis, D. R. (1988) - The Prototheoridae, an Indigenous Family of South African Moths. Proc. XVIII Int. Cong. of Ent. 1988: 26.
- Davis, D. R. (1988) - The Tineoid Complex: A Review of the Biology, Composition, and Phylogeny of the Most Primitive Ditrysian Moths. Proc. XVIII Int. Cong. Ent. 1988: 79.
- Davis, D. R. and Milstrey, E. G. (1988) - Description and Biology of Acrolophys pholeter, (Lepidoptera: Tineidae), a New Moth Commensal from Gopher Tortoise Burrows in Florida. Proceedings of the Entomological Society of Washington 90(2): 164-178 [62 figs].
- (EN) Davis, R. D. & Frack, D. C., Micropterigidae, Eriocraniidae, Acanthopteroctetidae, Nepticulidae, Opostegidae, Tischeriidae, Heliozelidae, Adelidae, Incurvariidae, Prodoxidae, Tineidae, Psychidae, Ochsenheimeriidae, Lyonetiidae, Gracillariidae, Epipyropidae, in Stehr, F. W. (Ed.). Immature Insects, vol. 1, seconda edizione, Dubuque, Iowa, Kendall/Hunt Pub. Co., 1991  [1987],  pp. 341–378, 456, 459, 460, ISBN 978-0-8403-3702-3, LCCN 85081922, OCLC 13784377.
- Davis, D. R. (1987) - Neotropical Tineidae, IV: Three New Acrolophus Species from Cuba and the Rediscovery of Acrolophus niveipunctatus Wlsm. (Lepidoptera). Proceedings of the Entomological Society of Washington 89(2): 275-282.
- Davis, D. R. and Frack, D. C. (1987) - Acanthopteroctetidae. P. 975 pp. In: Stehr, R. F. (ed.). Immature Insects vol. 2. Kendall/Hunt, Dubuque.
- Davis, D. R. and Heppner, J. B. (1987) - New Discoveries concerning Ischnuridia Sauber, A Remarkable Genus of Indo-Australian Tineidae (Lepidoptera). Tinea 12(suppl): 145-150.
- Davis, D. R. (1986) - Neotropical Tineidae, I: The Types of H. B. Moschler (Lepidoptera: Tineoidea). Proceedings of the Entomological Society of Washington 88(1): 83-92. pdf
- Davis, D. R., Clayton, D. H., Janzen, D. H. and Brooke, A. P. (1986) - Neotropical Tineidae, II: Biological Notes and Descriptions of Two New Moths Phoretic on Spiny Pocket Mice in Costa Rica (Lepidoptera: Tineoidea). Proceedings of the Entomological Society of Washington 88(1): 98-109. pdf
- Davis, D. R. (1986) - Neotropical Tineidae, III: The Geographic Origins and Systematic Relationships of Two Species Questionably Attributed to the Americas (Lepidoptera). Proceedings of the Entomological Society of Washington 88(4): 734-739.
- Davis, D. R. (1986) - A Search for the Type Series of Nematocentropus omeiensis Huang (Lepidoptera: Neopseustidae). Proceedings of the Entomological Society of Washington 88(2): 391.
- (EN) Davis, D. R., A New Family of Monotrysian Moths from Austral South America (Lepidoptera: Palaephatidae), with a Phylogenetic Review of the Monotrysia (PDF), in Smithsonian Contributions to Zoology, vol. 434, Washington D.C., Smithsonian Institution Press, 1986,  pp. iv, 202, DOI:10.5479/si.00810282.434, ISSN 0081-0282 (WC · ACNP), LCCN 85600307, OCLC 12974725.
- Faeth, S. H. and Davis, D. R. (1986) - A New Oak-Mining Eriocraniid Moth from Southeastern United States (Lepidoptera: Eriocraniidae). Proceedings of the Entomological Society of Washington 88(1): 145-153.
- Davis, D. R. (1985) - A Re-examination of Enteucha cyanochlora Meyrick and its Subsequent Transfer to the Nepticulidae (Lepidoptera: Nepticuloidea). Proceedings of the Entomological Society of Washington 87(1): 142-145.
- Davis, D. R. (1985) - Donation of Blanchard Lepidoptera Collection to the Smithsonian Institution. Journal of the Lepidopterists' Society 39(3): 235-236.
- Davis, D. R. and Nielsen, E. B. (1985) - The South American Neopseustid Genus Apoplania Davis: a New Species, Distribution Records and Notes on Adult Behavour (Lepidoptera: Neopseustina). Entomologica Scandinavica 15: 497-509.
- (EN) Nielsen, E. S. & Davis, D. R., The first southern hemisphere prodoxid and the phylogeny of the Incurvarioidea (Lepidoptera) (PDF), in Systematic Entomology, vol. 10, n. 3, Oxford, Blackwell Science, luglio 1985,  pp. 307–322, ISSN 0307-6970 (WC · ACNP), OCLC 4646400693.
- Davis, D. R. (1984) - Neopseustidae, Nepticulidae, Opostgidae, Tischeriidae, Incurvariidae, Cecidosidae, Adelidae, Prodoxidae, Tineidae, Psychidae, and Arrhenophanidae. In: Heppner, J. B. (ed.). Atlas of Neotropical Lepidoptera, Checklist: Part 1, Micropterigoidea - Immoidea. Dr. W. Junk Publ., The Hague.
- (EN) Davis, D. R., A new Acanthopteroctetes from the Northwestern United States (Acanthopteroctetidae) (PDF), in Journal of the Lepidopterists' Society, vol. 38, n. 1, New Haven, Connecticut, 1984,  pp. 47–50, ISSN 0024-0966 (WC · ACNP), OCLC 7654420.
- Davis, D. R. and Miller, S. (1984) - Gracillariidae and Lyonetiidae. In: Heppner, J. B. (ed.). Atlas of Neotropical Lepidoptera, Checklist: Part 1, Micropterigoidea - Immoidea. Dr. W. Junk Publ., The Hague.
- (EN) Hodges, R. W. et al. (Eds), Davis, D. R. (1983) - Acanthopteroctetidae, Dalceridae, Epipyropidae, Eriocraniidae, Gracillariidae, Heliozelidae, Hepialidae, Incurvariidae, Limacodidae, Lyonetiidae, Megalopygidae, Micropterigidae, Ochsenheimeriidae, Opostegidae, Psychidae, Tineidae, Tischeriidae, and Zygaeniidae, in Check list of the Lepidoptera of America north of Mexico: including Greenland, Londra / Washington, D.C., E.W. Classey / Wedge Entomological Research Foundation, giugno 1983,  pp. xxiv + 284, ISBN 978-0-86096-016-4, OCLC 9748761.
- (EN) Hodges, R. W. et al. (Eds), Davis, D. R. and Wilkinsen, C. (1983) - Nepticulidae, in Check list of the Lepidoptera of America north of Mexico: including Greenland, Londra / Washington, D.C., E.W. Classey / Wedge Entomological Research Foundation, giugno 1983,  pp. xxiv + 284, ISBN 978-0-86096-016-4, OCLC 9748761.
- Davis, D. R. (1981) - Jäckh Collection of Microlepidoptera to the Smithsonian Institution. Journal of the Lepidopterists' Society 35(2): 160.
- Davis, D. R. (1981) - A Survey of Chilean Insect Fauna. Report of Chilean University Life 11(Fall): 11-12.
- Nielsen, E. S. and Davis, D. R. (1981) - A Revision of the Neotropical Incurvariidae S. Str., with the description of Two New Genera and Two New Species. Steenstrupia 7(3): 25-57.
- Opler, P. A. and Davis, D. R. (1981) - The Leaf Mining Moths of the Genus Cameraria Associated with Fagaceae in California (Lepidoptera: Gracillariidae). Smithsonian Contributions to Zoology 333: 1-58.
- Davis, D. R. (1980) - Systematic Entomology at the British Museum (Natural History) and at the Smithsonian Institution - a History. XVI International Congress of Entomology 1: 3.
- Davis, D. R. (1980) - Chilean Insect Fauna. Report of Chilean University Life 8(Fall): 7-9.
- Davis, D. R. (1980) - A Rediscription of "Micropteryx" selectella Walker with a Discussion Concerning its Proper Family Affinities (Acrolepiidae). Journal of the Lepidopterists' Society 34(2): 187-190.
- (EN) Davis, D. R. and Nielsen, E. S., Description of a new genus and two new species of Neopseustidae from South America, with discussion of phylogeny and biological observations (PDF), in Steenstrupia, vol. 6, n. 16, Copenaghen, Københavns universitet. Zoologisk museum, 1980,  pp. 253–289, ISSN 0375-2909 (WC · ACNP), LCCN 78641716, OCLC 186384799.
- Weires, R. S., Davis, D. R., Leeper, J. R. and Reissig, W. H. (1980) - Distribution and Parasitism of Gracillariid Leaf miners on Apple in the Northeast. Annals of the Entomological Society of America 73(5): 541-546.
- Davis, D. R. (1979) - Manoneura, a New Name to Replace the Generic Homonym Oligoneura Davis (Lepidoptera: Nepticulidae). Florida Entomologist 62(3).
- Davis, D. R. (1978) - New Leaf-mining Moths of the Family Nepticulidae from Florida. Florida Entomologist 61(4): 209-224.
- (EN) Davis, D. R., A revision of the North American moths of the superfamily Eriocranioidea with the proposal of a new family, Acanthopteroctetidae (Lepidoptera) (PDF), in Smithsonian Contributions to Zoology, vol. 251, Washington, Smithsonian Institution Press, 1978,  pp. 131, 344 figs, DOI:10.5479/si.00810282.251, ISSN 0081-0282 (WC · ACNP), LCCN 77024967, OCLC 8653798.
- (EN) Davis, D. R., Two New Genera of North American Incurvariine Moths (Lepidoptera: Incurvariidae) (PDF), in Pan-Pacific Entomologist, vol. 54, n. 2, San Francisco, CA, Pacific Coast Entomological Society, aprile 1978,  pp. 147–153, ISSN 0031-0603 (WC · ACNP), LCCN 34041370, OCLC 819189661.
- Davis, D. R. (1978) - The North American Moths of the Genera Phaeoses, Opogona, and Oinophila, with a Discussion of their Supergeneric Affinities (Lepidoptera: Tineidae). Smithsonian Contributions to Zoology 282: 1-39.
- (EN) Davis, D. R., Systematics and zoogeography of the family Neopseustidae with the proposal of a new superfamily (Lepidoptera, Neopseustoidea) (PDF), in Smithsonian Contributions to Zoology, vol. 210, Washington, D.C., Smithsonian Institution Press, 1975,  pp. 1–44, DOI:10.5479/si.00810282.210, ISSN 0081-0282 (WC · ACNP), LCCN 75619049, OCLC 1258187.
- Davis, D. R. (1975) - Two New Species of Bagworm Moths from Venezuela with special remarks on Reproductive Morphology in Psychidae (Lepidoptera: Psychidae). Proceedings of the Entomological Society of Washington 77(1): 66-77.
- Davis, D. R. (1975) - A Review of Ochsenheimeriidae and the Introduction of the Cereal Stem Moth, Ochsenheimeria vacculella into the United States (Lepidoptera: Tineodea). Smithsonian Contributions to Zoology 192: 1-20.
- Davis, D. R. (1975) - A Review of the West Indian Moths of the family Psychidae with descriptions of New Taxa and Immature Stages. Smithsonian Contributions to Zoology 188: 1-66.
- Davis, D. R. (1974) - A New Species of Paraclemensia from Europe with comments on the Distribution and Speciation of the Genus (Lepidoptera: Incurvariidae). Alexanor 8(8): 342-348.
- Davis, D. R. (1973) - Issiki Collection of Microlepidoptera to the Smithsonian Institution. Journal of the Lepidopterists' Society 27: 159-160.
- Davis, D. R. (1972) - Tetrapalpus trinidadensis, a New Genus and Species of Cave Moth from Trinidad (Lepidoptera: Tineidae). Proceedings of the Entomological Society of Washington 74(1): 49-59.
- Davis, D. R. (1972) - Careospina quercivora, a New Genus and Species of Moth Infesting Live Oaks in California (Lepidoptera: Incurvariidae). Proceedings of the Entomological Society of Washington 74(1): 121-128.
- Davis, D. R. (1972) - Vespina, a New Name to Replace the Generic Homonym Careospina Davis (Lepidoptera: Incurvariidae). Proceedings of the Entomological Society of Washington 74(4): 472.
- Davis, D. R. (1971) - Ferguson Collection to Smithsonian Institution. Journal of the Lepidopterists' Society 25(3): 16.
- Davis, D. R. (1969) - A Revision of the American Moths of the Family Carposinidae (Lepidoptera: Carposinidae). United States National Museum Bulletin 289: 1-105.
- (EN) Davis, D. R., A review of the genus Acanthopteroctetes with description of a new species (Eriocraniidae) (PDF), in Journal of the Lepidopterists' Society, vol. 23, n. 3, 1969,  pp. 137–147, ISSN 0024-0966 (WC · ACNP), OCLC 7654420 (archiviato dall'url originale il 9 agosto 2011).
- (EN) Davis, D. R., A revision of the moths of the subfamily Prodoxinae (Lepidoptera: Incurvariidae), in Bulletin - United States National Museum, vol. 255, Washington, Smithsonian Institution, 1967,  pp. 1-170, LCCN 67061144, OCLC 521875.
- Davis, D. R. (1964) - Bagworm Moths of the Western Hemisphere (Lepidoptera: Psychidae). United States National Museum Bulletin 244: 1-233.